# Stojna Vangelovska
Stojna Vangelovska, född den 5 februari 1965 i Skopje dåvarande Jugoslavien, är en jugoslavisk basketspelare som var med och tog OS-silver 1988 i Seoul. Detta var Jugoslaviens första medalj i de olympiska baskettävlingarna för damer.